# 醫學倫理學

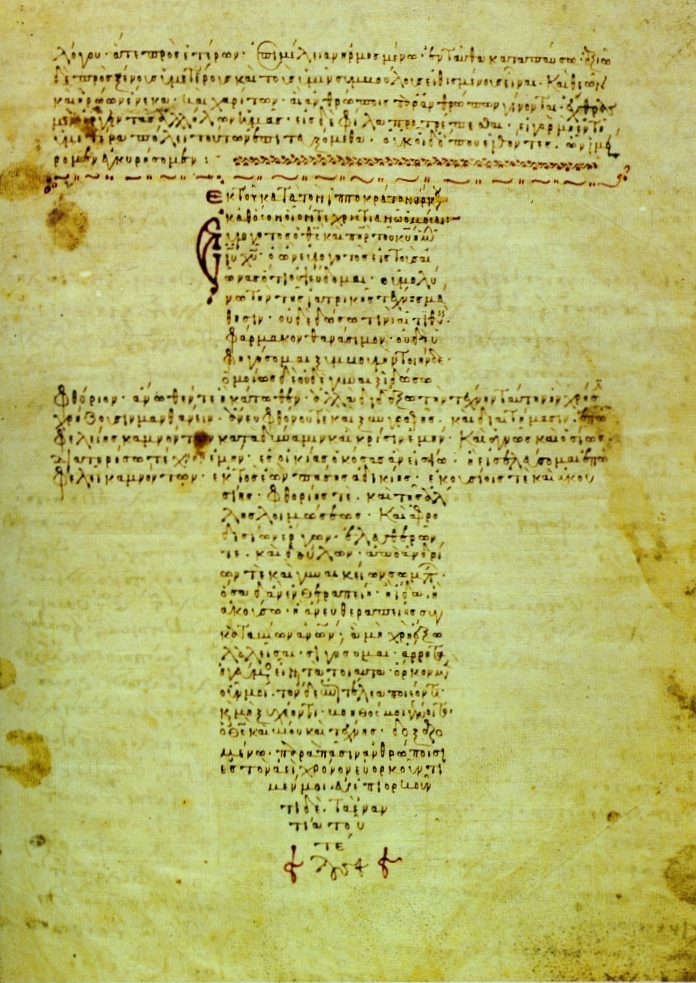
一個十二世紀拜占庭帝国的希波克拉底誓詞手稿

医学伦理学（英語：medical ethics）是在人类以预防、医疗卫生行为、医学研究以及卫生事业管理等有关的道德现象的基础上，确立伦理学依据及其概念体系，概括出基本的伦理原则或准则、形成伦理分析框架来指导相应道德实践并研究具体伦理问题的一门学科。是实践伦理学的一门重要分支学科，也是医学人文学科的重要组成部分。医学伦理学讓不同背景的人都可以接受有品質、符合相關原則的醫療照顧。医学伦理学除了適用在一般人身上，也適用於對於屍體的醫學研究上。医学伦理学是以一系列的價值觀為基礎，當醫護專業人員、卫生政策制定者和管理者、科研人员、医学教育工作者以及医学生在困惑或是遇到矛盾時，可以以這些價值觀為基礎來作決定。這些準則讓醫師、健康照顧者、病患及其家屬可以在沒有衝突的情形下有共同的目標，訂定病患的治療計劃。

## 学科历史发展[5]
公元前2000余年，亚述和巴比伦就有了专门医师和民间医生的区别。
约公元前1900年，《汉谟拉比法典》明确认为医生是一种专门的职业，并且规定了医生的刑事和民事责任。
古代埃及医学纸草文中有许多有关伦理职责的箴言。
存在于公元前1065-公元前771年的古代中国周朝时期建立了医学职业和医事制度，在《周礼·天官冢宰》中有所记载。
公元前6世纪左右，希腊医学形成了不同的医学学派，如：克罗吞（Croton）学派、尼多斯学派、西西里学派、科斯（Cos）学派等。最具代表性的是希波克拉底的科斯学派，这个学派不仅是学术团体，也是职业团体，并且对团体成员的行为规范有着具体的要求，在此背景下希波克拉底的医德思想形成了。与此同时古代中国处于春秋战国时期，民间医生开始成为一种社会阶层，并且有了专职医师的出现。哲学家孔子和孟子提出“孝”，这个观念对中国古代的医学道德有着深远的影响，也成为了很多古代中国医生从医的动机。
古代中国的《黄帝内经》中提出“十全”作为衡量医生在技术与道德上的标准。
公元205年，古代中国东汉时期医生张仲景在《伤寒杂病论》序言中提出了“以医为孝”的观念。
公元5世纪的“阿萨福誓词”（英語：The Oath of Asaf）是著名的犹太医德文献，载于希伯来古医书《阿萨福医生文集》篇末，规定了医生的“十诫”。
公元280年之后，古代中国西晋时期的哲学家杨泉在《物理论·论医》提出了从医标准。
约公元652年，古代中国唐朝医生孙思邈在《千金方》中提出了“大医”的标准，其中的《大医精诚》篇是中国医德史上的著名文献。
公元10世纪中叶，古代中国宋朝把医学的教学地位提高。宋朝范仲淹说：“不为良相，则为良医。”鼓舞了当时的许多人转行学医。
公元1624年，古代中国明朝医生李梴在《医学入门》中有“习医规则”一章，是为当时的医学生规范学医准则，属于医学伦理学教育。
公元1658年，古代中国清朝医生喻昌在《医门法律》中提出医生从医的行为规范。
公元18世纪末，英国爱丁堡大学医学教授格里高利（John Gregory，1724-1773）在《关于医生的职责和资格的演讲》中强调用道德情感理论来重新阐释古典的医学道义论，是把医学伦理学建立在道德哲学的基础上。
公元1794年，英国医学家帕斯瓦尔（Thomas Percival，1740-1804）受曼切斯特医院董事会之托，起草一个能够缓解医院内部纷争的伦理准则，出版了《医学法学》（英語：Medical Jurisprudence）后向多个行业的人士征求意见，进一步补充修订并更名为《医学伦理学》于1803年出版。
公元1817年，德国医生约翰·彼得·弗兰克出版了6卷本的巨著《全国医学监督体系》，推动了医学社会化进程，并在当时的欧洲有很大的影响。
公元1854年，英国爆发的霍乱事件期间，《论伦敦市的卫生状况》中要求医生担负起公共卫生的责任，提出防治疾病应作为国家的主要任务之一。
在公元1831年至公元1884年，陆续有文章与事件提出预防医学道德与政府健康责任。
在公元20世纪前半叶，生育控制是女权运动中的一个重要问题，在公元20世纪60年代，流产成为争论的中心，涉及女性控制自己身体的权利以及涉及胎儿生命的权利。
在公元20世纪60年代以后，医学技术和卫生保健制度带来的伦理学问题是世界各国面临的问题。
公元1970年，堪萨斯州将“脑死亡”作为死亡的法律标准，随后，美国的几个州还有加拿大的个别省将之作为死亡的定义。
公元1971年，美国生化科学家波特（Van Pansselar Potter）在《生命伦理学：通向未来的桥梁》一书中首次使用了“生命伦理学”（英語：bioethics）。
公元1973年，美国医院协会发布了《病人权利法》，提出了健康职业者的伦理责任问题，医务人员应当充分尊重与重视患者权利。
公元1976年初，欧洲议会发表了《关于病人和死亡权利的报告》，提出赞同患者有更多的权利，接受被动安乐死，建立伦理委员会，医务人员和医院有义务为患者提供心理和精神安慰等医学伦理学新观点。同年，美国加利福尼亚出台法律《自然死亡法》，该法允许患者签订法律文件，指示医生在不同情况下，可撤出或继续使用生命支持装置。
公元20世纪70年代之后，随着心脏、肾脏移植的发展，围绕器官供给的伦理问题出现。
公元1985年，美国汤姆·比彻姆在《生物医学伦理学原理》中提出了生命伦理学的四条基本原则：自主，不伤害，行善，公正。
公元2002年，美国内科学会、欧洲内科联盟等学术团体发表了《新千年医学职业精神：医师宣言》。

## 研究对象
医学伦理学以医疗卫生领域中的道德现象及其发展规律与医学人际关系为主要研究对象。
医学道德现象是指医疗卫生领域中的各种道德关系。包括了医学道德的意识现象、规范现象和活动现象。
医学人际关系包括了：人与人之间的关系（如：医患关系、医医关系、医护关系）；人与组织之间关系（如：医务人员与医疗机构及其科室之间的关系）；组织之间的关系；人、医疗机构与社会之间关系；人与自然环境之间关系。

## 研究内容

#### 医学伦理学的基本观点与理论；[8]
1. 生命观：生命神圣论、生命质量论、生命价值论
2. 死亡观：死亡文化、科学死亡观、死亡教育
3. 医学人本论、医学后果论、医学公正论
4. 医者义务论、医者美德论、患者权力论

#### 基本的医学伦理原则、规范和范畴；
医学伦理原则：尊重原则、不伤害原则、有利原则、公正原则。這四個原則的重要性都相同，沒有輕重之分。
医学道德规范，国际上的具有代表性的医学道德规范例如：《希波克拉底誓言词》、《日内瓦宣言》、《国际医德守则》、《新千年医学职业精神：医师宣言》、《南丁格尔誓言》。中国大陆主要医学道德规范例如：《医疗机构从业人员行为规范》、《中国医学生誓词》、《临床医师公约》、《中国医师道德准则》。
概括古今全球的医德准则可以概括阐释医德基本规范为：
以人为本、救死扶伤；     严谨求实、精益求精；     平等交往、一视同仁；     举止端庄、语言文明；
廉洁行医、遵纪守法；     诚实守信、保守医密；     互尊互学、团结协作；     乐于奉献、热心公益。

## 研究方法[1]
规范伦理学方法
主要借鉴了哲学、史学、逻辑学的相关方法，对医德本质、道德规范进行哲学思辨，对医德思想的起源和演变进行史学考证，对伦理学基本概念、伦理判断、道德推理和伦理论证结构进行逻辑分析。
元伦理学方法
借鉴哲学、逻辑学、语源学和语言学等领域的方法，分析医学道德语言、分析道德体系的理性根源或不同医学伦理观点的逻辑论证。
描述伦理学方法
主要是指社会科学方法，尤其是实地考察、访谈和问卷调查法，研究人们如何推理和行为。
综合方法

## 与相关学科的关系
医学伦理学与医学、哲学、法学、社会学、政策科学、心理学、语言学、文学、教育学、美学等学科均有着程度不同的关联。
医学伦理学是医学与伦理学的交叉学科。医学通常需要做出事实判断；而医学伦理学主要回答医疗卫生领域的应该还是不应该、正当与否之类的问题，做出价值判断。医学伦理学需要动态地回应医学研究和医疗实践引发的新的伦理问题。
法律法规是国家制定并强制实施的行为规范，道德伦理则依靠传统习俗、思想教育、内心信念、社会舆论来调节和规范行为的。这两个不同的相关学科进行交叉可以互相辅助。
美学以“美”、“丑”作为评价标准，在一定程度上可以取决于医务工作者的医学审美水平；医学伦理学则以“善”、“恶”作为评价标准，并依靠传统习俗、内心信念、社会舆论等来维持。二者在一定程度上可以互相参照。

## 分支学科
医学伦理学现在已经衍生出临床伦理学、护理伦理学、医学科研伦理学、公共卫生伦理学等具体分支学科。在公元21世纪初，基因伦理学、辅助生殖伦理学、器官移植伦理学等代表着医学新技术伦理学的建立。随着全球人口老龄化以及疾病谱系的变化，人们对于健康的追求开始提升，公共健康伦理学应运而生。

## 外部連結
- (PDF). 2008  [2019-01-19]. 原始内容存档于2010-04-01.
- 從醫學倫理談自殺防治 （页面存档备份，存于）